# Dziesięciny
Dziesięciny – część wsi Wyryki-Adampol w Polsce położona w województwie lubelskim, w powiecie włodawskim, w gminie Wyryki.
W latach 1975–1998 Dziesięciny administracyjnie należały do województwa chełmskiego.